# Nombres del padre
Nombres del padre (Noms-du-Père en francés), más preciso que el más difundido nombre del padre es un concepto introducido por Lacan considerando la noción freudiana del edipo. En sus indagaciones, Lacan devela a la función paterna como el soporte de la actividad simbólica de cada sujeto, la función paterna es clivadora ("castradora") e instauradora de La Ley.
Lacan entiende que la función paterna tiene como correlato a una suerte de significante (téngase en cuenta que la teoría lacaniana considera al inconsciente estructurado de un modo similar a un lenguaje) que se inscribiría inconscientemente, tal significante es el denominado Nombre del Padre. Tal significante substituye o metaforiza al deseo de la madre.

Se considera que tal metaforización con tal significante (el llamado Nombre del Padre) es el pasaje que permite el acceso a la cultura para cada sujeto (aunque el mismo Lacan parece poner en duda esto último).
La teorización lacaniana que lleva al concepto de los "Nombres del Padre" supone un desarrollo más precoz del edipo que el considerado por Freud, en esto Lacan se aproxima a Melanie Klein para quien -a diferencia de Freud- la relación madre-lactante lejos de ser simbiótica ya es conflictiva, el conflicto se da -por ejemplo- en la presencia o la ausencia de la madre (por ejemplo cuando el lactante demanda la teta), esta primera relación conflictiva de ausencia/presencia es un preanuncio de lo que luego será la substitución del deseo de la madre por los nombres del padre.

En las formulaciones lacanianas el Deseo de la Madre (abreviado:DM) es designado S 1 debido a que se le considera como el primer significante que luego constituirá la serie o cadena del lenguaje, mientras que los Nombres del Padre (abreviado:NP) en cuanto metáfora o substitución del Deseo de la Madre, se designa S 2.

## Historia del concepto Nombres del Padre
En 1941 Lacan es padre por cuarta vez, tiene una hija con Sylvie Bataille esposa hasta entonces de Georges Bataille, luego la niña rechaza el patronímico materno y esto llamará la atención de Lacan quien señala que sentía culpa ante esto, al mismo tiempo tal fenómeno le llama poderosamente la atención.
En 1951 Lacan emplea por primera vez la expresión Nom-du- Père (Nombre del Padre) al explicar el caso que Freud llamó El hombre de los lobos (un caso de psicosis borderline); luego aplica Lacan la misma expresión al hacer la hermenéutica del caso -también de Freud- denominado El hombre de las ratas (un caso de neurosis obsesiva).

Al estudiar ambos casos Lacan no solo hace mención de la función  paterna, que en el primero ha fallado y en el segundo ha sido distorsionada, sino que seguidamente Lacan habla del padre simbólico, esto es no del padre real (el progenitor biológico masculino) sino de quien cumple la efectiva función paterna (que puede ser el padre real, pero puede ser otro). En 1956 aparece -ya como una fórmula- la mención al Nombre-del-Padre al considerar Lacan el caso  llamado El Presidente Schreber (un caso de paranoia casi típica que Freud había ya observado al leer la autobiografía de Schreber llamada "Memorias de un enfermo de nervios"), es en ese año de 1956 que Lacan teoriza como etiología de la mayoría de las psicosis a la forclusión de la función paterna por un rechazo de la inscripción en el inconsciente del significante de la misma: El Nombre-del-Padre.
Posteriormente Lacan hace una sutil e importante redenominación de tal significante, y en lugar de El nombre-del-padre usa el concepto Los nombres del padre ya que se considera que no existe un significante en particular sino la posibilidad de varios para representar en el inconsciente a la función paterna.
- Datos: Q1459872